# Wolfgang Veenker
Wolfgang Veenker (geboren am 4. Januar 1940 in Lüneburg; gestorben am 25. Februar 1996 ebenda) war ein deutscher Finnougrist und Professor für Uralistik.

## Leben
Wolfgang Veenker war evangelisch, Sohn von Erna Veenker, geborene Köster, und des Schneidermeisters Franz Veenker. Sein am 9. Dezember 1936 ebenfalls in Lüneberg geborener Bruder war der spätere Mathematiker und Informatikprofessor Gerd Veenker. Wolfgang Veeker machte 1959 sein Abitur am Johanneum Lüneburg und studierte von 1959 bis 1966 an der Universität Hamburg Finnougristik, Slawistik und Phonetik. Darüber hinaus besuchte er Veranstaltungen zur Baltistik, Rumänischen Philologie und Osteuropäischen Geschichte. 1965 heiratete er Hildegard Stubbe; die Tochter des Paares war Sandra Veenker. 1966 wurde er mit der Dissertation Die Frage des finnougrischen Substrats in der russischen Sprache bei Gyula Décsy zum Dr. phil. promoviert.
Im gleichen Jahr nahm er seine Tätigkeit als wissenschaftlicher Assistent am Finnisch-Ugrischen Seminar der Universität Hamburg auf. Seit dem Wintersemester 1969/1970 war er Dozent am selben Institut (Wissenschaftlicher Rat bzw. Oberrat). Im Jahr 1977 erfolgte seine Ernennung zum Professor für das Fach „Finnisch-Ugrische Philologie“. Gleichzeitig wurde er geschäftsführender Direktor des Finnisch-Ugrischen Seminars, dessen Geschicke er schon seit 1971 als stellvertretender bzw. kommissarischer Geschäftsführer maßgeblich bestimmt hat. Nach der 1988 erfolgten Gründung des Zentrums für Hungarologie im Finnisch-Ugrischen Seminar wurde er folgerichtig auch dessen Direktor.
Von seinen vielfältigen Aufgaben im Bereich der Wissenschaftsorganisation sei besonders seine Aktivität im Rahmen der Societas Uralo-Altaica erwähnt. Von 1963 bis 1975 war er ihr Sekretär, von 1979 bis 1994 ihr geschäftsführender Präsident, und ab 1994 bis zu seinem Tode ihr Präsident.
Sein Nachfolger als Professor für Finnougristik in Hamburg wurde Eugen Helimski. Als Doktorvater trat Veenker bei Soo-Young Park (1987), Sang-Hyup Lee (1989), Paula Jääsalmi-Krüger (1990) und Cornelius Hasselblatt (1990) auf.

## Forschung
Seit seiner Dissertation bildete die Sprachkontaktforschung einen Schwerpunkt seiner wissenschaftlichen Tätigkeit. Außerdem lag sein Interesse auf der Wissenschaftsgeschichte der Finnougristik.
In seinen weiteren Publikationen deckte Veenker die gesamte Breite des Faches ab, wobei er sich vor allem auf die Beschäftigung mit den sogenannten „kleineren“ finnougrischen Sprachen (also nicht Ungarisch, Finnisch oder Estnisch) konzentrierte. Obwohl er auch zu diesen Sprachen publiziert hat, waren es gerade jene im Westen weitgehend unbekannten Sprachen, die ihn faszinierten und zu zahlreichen Forschungen anregten: zunächst die zentralen finnougrischen Sprachen in Russland wie Komi, Mari, Mordwinisch und Udmurtisch, aber auch die weiter entfernten, teils in Westsibirien gesprochenen obugrischen Sprachen Chantisch und Mansisch. Schließlich befasste er sich auch mit Sprachen außerhalb der Finnougristik, wie z. B. die paläosibirischen Sprachen Ketisch, Giljakisch oder Jukagirisch. Gerade die Beschäftigung mit Randgebieten, denen sich sonst niemand widmete, lag ihm besonders am Herzen.

## Schriften (Auswahl)
Monografien
- Die Frage des finnougrischen Substrats in der russischen Sprache. Bloomington, Den Haag 1967 (= Indiana University Publications, Uralic and Altaic Series. Band 82).
- Verzeichnis der ungarischen Suffixe und Suffixkombinationen. Hamburg 1968 (= Mitteilungen der Societas Uralo-Altaica. Band 3).
- Vogul Suffixes and Pronouns. An Index a Tergo. Bloomington, Den Haag 1969 (= Indiana University Publications, Uralic and Altaic Series. Band 110).
- Rückläufiges Wörterbuch der vogulischen Schriftsprache. Wiesbaden 1971 (= Veröffentlichungen der Societas Uralo-Altaica. Band 4).
- Verzeichnis der ostostjakischen (Vach) Suffixe und Suffixkombinationen (unter Einschluß der wichtigsten Pronomina). Hamburg 1973 (= Mitteilungen der Societas Uralo-Altaica. Band 5).
- Materialien zu einem onomasiologisch-semasiologischen vergleichenden Wörterbuch der uralischen Sprachen. Hamburg 1975 (= Hamburger Uralistische Forschungen. Band 1).
- Verzeichnis der čeremissischen Suffixe und Suffixkombinationen. Hamburg 1975 (= Hamburger Uralistische Forschungen. Band 2).
- Verzeichnis der votjakischen Suffixe und Suffixkombinationen. Hamburg 1976 (= Hamburger Uralistische Forschungen. Band 3).
- Tundrajukagirisches Wörterverzeichnis. Hamburg 1989 (= Opuscula Sibirica. Band 1).

Herausgeberschaften
- Volksepen der uralischen und altaischen Völker. Vorträge des Hamburger Symposions vom 16.–17. Dezember 1965. Im Auftrage der Societas Uralo-Altaica herausgegeben (= Ural-Altaische Bibliothek. Band 16). Wiesbaden 1968.
- Das Gebet des Herrn in den Sprachen Russlands (St. Petersburg 1870). Photomechanischer Nachdruck mit Nachwort herausgegeben von W. Veenker. Wiesbaden 1971 (= Slavistische Studienbücher. Band 7).
- mit Gyula Décsy: Johannes Sajnovics: Beweis, daß die Sprache der Ungarn und Lappen dieselbe ist. Aus dem Lateinischen übertragen von Monika Ehlers. Wiesbaden 1972 (= Veröffentlichungen der Societas Uralo-Altaica. Band 5).
- Hermann Jacobsohn: Arier und Ugrofinnen. Nachdruck der Ausgabe von 1922 mit einem Verzeichnis der finnougrischen Wörter und Wortformen, Bibliographie und Nachwort herausgegeben von W. Veenker. Göttingen 1980.
- Dialectologia Uralica. Materialien des ersten Internationalen Symposions zur Dialektologie der uralischen Sprachen. 4.–7. September 1984 in Hamburg. Wiesbaden 1985 (= Veröffentlichungen der Societas Uralo-Altaica. Band 20).
- Memoriae Martini Fogelii Hamburgensis (1634–1675). Beiträge zur Gedenkfeier in Hamburg am 17. April 1984. Hamburg 1986 (= Mitteilungen der Societas Uralo-Altaica. Band 7).
- Vorträge und Referate der Finnougrischen Arbeitstagung 9.–11. Mai 1989 in Hamburg. Wiesbaden 1990 (= Veröffentlichungen der Societas Uralo-Altaica. Band 30).
- Das erste ketische Buch (1934) nebst einem grammatischen Abriß der ketischen Sprache von N. K. Karger. Hamburg 1991 (= Opuscula Sibirica. Band 2).
- mit István Futaky: Julius von Farkas zum 100. Geburtstag. Harrassowitz, Wiesbaden 1994 (= Veröffentlichungen der Societas Uralo-Altaica. Band 41).
- mit Adolf Turkin: Vasilij Il'ič Lytkin zum 100. Geburtstag / Vasilij Il'ič Lytkin čužan lunśań 100 vo tyrigkežlö / K 100-letiju so dnja roždenija Vasilija Il'iča Lytkina. Hamburg 1995 (= Mitteilungen der Societas Uralo-Altaica. Band 17).

Artikel
- Verwandtschaft zwischen dem Finnougrischen und entfernteren Sprachen? In: Ural-Altaische Jahrbücher. Band 41, 1969, S. 360–371.
- Bemerkungen zur lexikalischen Interferenz der Volgafinnen und Russen. In: Sodalicium slavizantium Hamburgense in honorem Dietrich Gerhardt sexagenarii congregatorum sive Strena Natalica. Amsterdam 1971, S. 395–417.
- Néhány megjegyzés a volgai finn és az orosz szóanyagának kölcsönhatásáról. In: Nyelvtudományi Közlemények. Band 75, 1974, S. 377–388.
- Zur Form des Infinitivs in der vogulischen Schriftsprache. In: Studies in Finno-Ugric Linguistics, in Honor of Alo Raun. Bloomington, 1977 (= Indiana University Uralic and Altaic Series. Band 131), S. 373–408.
- Zur phonologischen Statistik der komipermjakischen Sprache. In: Finnisch-Ugrische Mitteilungen. Band 3, 1979, S. 13–27.
- Zur phonologischen Statistik der vogulischen Sprache. In: Festschrift für Wolfgang Schlachter zum 70. Geburtstag. Wiesbaden 1979 (= Veröffentlichungen der Societas Uralo-Altaica. Band 12), S. 305–346.
- Verbale Kategorien in den ostseefinnischen und baltischen Sprachen. In: Finnisch-Ugrische Mitteilungen. Band 4, 1980, S. 1–29.
- Bemerkungen zur Verteilung der Vokale im Vogulischen. In: Finnisch-Ugrische Mitteilungen. Band 4, 1980, S. 75–83.
- Zur phonologischen Statistik der čeremissischen (marischen) Schriftsprachen. In: Sovetskoe Finno-Ugrovedenie. Band 16, 1980, S. 106–134.
- Das erste Gedicht in bergčeremissischer Sprache. In: Scholia. Beiträge zur Turkologie und Zentralasienkunde. Annemarie v. Gabain zum 80. Geburtstag am 4. Juli 1981 dargebracht von Kollegen, Freunden und Schülern. Wiesbaden 1981 (= Veröffentlichungen der Societas Uralo-Altaica. Band 14), S. 206–214.
- Nominale Kategorien in den ostseefinnischen und baltischen Sprachen. In: Finnisch-Ugrische Mitteilungen. Band 5, 1981, S. 123–176.
- Zur phonologischen Statistik der mordvinischen Schriftsprachen. In: Ural-Altaische Jahrbücher., Neue Folge 1, 1981, S. 33–72.
- Russisch-finnougrische Stratawirkungen. In: P. Sture Ureland (Hrsg.): Die Leistung der Strataforschung und der Kreolistik. Akten des 5. Symposions über Sprachkontakt in Europa. Tübingen 1982 (= Linguistische Arbeiten. Band 125), S. 371–390.
- Zur phonologischen Statistik der syrjänischen Sprache. In: Études Finno-Ougriennes. Band 15, 1982, S. 435–445.
- Zur grammatischen Terminologie der Uralistik. Bemerkungen am Beispiel der Kasusnamen des Syrjänischen. In: Ural-Altaische Jahrbücher. Neue Folge 2, 1982, S. 35–62.
- Das Volksbewußtsein der Čeremissen im 18. Jahrhundert. In: H.-H. Bartens (Hrsg.): Sprache und Volk im 18. Jahrhundert (= Opuscula Fenno-Ugrica Gottingensia. Band 1). 1983, S. 177–199.
- Besonderheiten und Schwierigkeiten der ungarischen Sprache aus deutscher Sicht. In: W. Bachhofer, H. Fischer (Hrsg.): Ungarn – Deutschland. Studien zu Sprache, Kultur, Geographie und Geschichte. München 1983, S. 77–99.
- Paul Johansen und die Gründung des Finnisch-Ugrischen Seminars der Universität Hamburg. In: Zeitschrift für Ostforschung. Band 31, 1982/1983, S. 579–588.
- Zum Wortschatz des Jukagirischen. In: Linguistica et Philologica. Gedenkschrift für Björn Collinder (1894–1983). Wien 1984 (= Philologica Germanica. Band 6), S. 571–583.
- Zum Einfluß des Russischen auf die mordvinischen Sprachen im „Grundwortschatz“. In: Finnisch-Ugrische Mitteilungen. Band 8, 1984, S. 81–97.
- Ethnogenese und weitere Entwicklung der mordvinischen Sprachen. In: P. Sture Ureland (Hrsg.): Entstehung von Sprachen und Völkern. Glotto- und ethnogenetische Aspekte europäischer Sprachen. Tübingen 1985 (= Linguistische Arbeiten. Band 162), S. 317–348.
- Paul Ariste und Hamburg. Aspekte einer unvollendeten Beziehung. In: Läänemeresoomlastest neenetsiteni. Uurimusi ja memuaare. Tallinn 1985, S. 121–127.
- Zum Einfluß des Russischen auf das Vogulische und Ostjakische im „Grundwortschatz“. In: Lyökämme käsi kätehen – Beiträge zur Sprachkontaktforschung im Bereich des Finnougrischen und des Germanischen. A. D. Kylstra zum 65. Geburtstag. Amsterdam 1986, S. 163–175.
- Architektonik der jukagirischen Sprache. In: Lingua Posnaniensis. Band 28, 1985 (1987), S. 79–107.
- Die Entwicklung der Finnougristik im deutschsprachigen Raum. In: Hungarian Studies. Band 2, 1986 [1988], S. 117–151.
- Architektonika komi-zyrjanskogo jazyka. In: Sovetskoe Finno-Ugrovedenie. Band 21, 1986, S. 39–49.
- Zum Verhältnis von Laut und Schrift im Udmurtischen nebst Betrachtungen zur Ökonomie der kyrillischen Schrift fürs Udmurtische. In: Finnisch-Ugrische Mitteilungen. Band 11, 1987, S. 119–130.
- Zum Einfluß des Russischen auf das Čeremissische im „Grundwortschatz“. In: Baiba Metuzāle-Kangere, Helge D. Rinholm (Hrsg.): Symposium Balticum. A Festschrift to honour Professor Velta Rūķe-Draviņa. Buske, Hamburg 1990, ISBN 3-87118-940-5, S. 541–553.
- Relationierende Bemerkungen zu den Kasus im Finnischen, Čeremissischen und Syrjänischen. In: Deréky Pál et al. (Hrsg.): Festschrift für Károly Rédei zum 60. Geburtstag. Wien/Budapest 1992 (= Studia Uralica. Band 6), S. 427–433.
- Finnougrisch-slavische Wechselbeziehungen. In: László Honti et al. (Hrsg.): Finnisch-ugrische Sprachen zwischen dem germanischen und dem slavischen Sprachraum. Amsterdam/Atlanta 1992, S. 175–184.
- Zur Rolle der Turksprachen im (geplanten) klassifizierenden vergleichenden Wörterbuch der Sprachen (und Dialekte) (Nord) Sibiriens. In: J. P. Laut, K. Röhrborn (Hrsg.): Sprach- und Kulturkontakte der türkischen Völker. Materialien der zweiten Deutschen Turkologen-Konferenz Rauischholzhausen, 13.–16. Juli 1990. Wiesbaden 1993 (= Veröffentlichungen der Societas Uralo-Altaica. Band 37), S. 213–220.
- Gibt es im Čeremissischen Possessivpronomina? In: Festschrift für Raija Bartens. Helsinki 1993 (= Mémoires de la Société Finno-Ougrienne. Band 215), S. 283–288.
- Num affinitas linguae jukagiricae cum linguis uralicis grammatice demonstrari potest? In: Lars-Gunnar Larsson (Hrsg.): Lapponica et Uralica. 100 Jahre finnisch-ugrischer Unterricht an der Universität Uppsala. Vorträge am Jubiläumssymposium 20.–23. April 1994. Uppsala 1996 (= Acta Universitatis Upsaliensis. Studia Uralica Upsaliensia. Band 26), S. 317–323.